# Casa Assumpció Ribó
La Casa Assumpció Ribó és una obra de Matadepera (Vallès Occidental) protegida com a Bé Cultural d'Interès Local.

## Descripció
S'ha considerat ambient els fronts edificats de cases unifamiliars que conserven encara els trets arquitectònics essencials de la primera implantació urbana, l'habitatge rural bastit arran del camí.
Les cases estan arrenglerades al carrer i comparteixen parets mitgeres. Tenen una amplada d'un o dos cossos (uns 4 o 5 m cada un), i dues plantes d'alçada, connectades per una escala situada a la meitat de la profunditat de la casa. La façana es caracteritza per una entrada espaiosa, necessària per les tasques agrícoles i unes finestres petites tant la dels baixos com la de la planta pis. A la part del darrere dins la mateixa parcel·la hi havia l'hort. A l'interior de la casa s'hi poden trobar instal·lacions relacionades amb les tasques agrícoles (cups, forn de pa). Com elements constructiu hi trobem la volta de maó pla.

## Història
Aquest edifici va ser un dels primers establiments urbans de Matadepera, situant-se al camí ral que anava de Barcelona a Manresa durant el període 1768-1850. L'habitatge rural entre mitgeres evoluciona, a partir de la segona meitat del segle xix fins a principis del XX, guanya profunditat i alçada malgrat segueix tenint planta baixa i pis. La petita finestra del pis es substitueix per un balcó, la finestra de la planta baixa guanya llargada i s'hi posa una reixa, i l'entrada es fa per un cancell amb portes opaques.